# Una lunga estate crudele
Una lunga estate crudele è un romanzo della scrittrice italiana Alessia Gazzola, edito da Longanesi nel 2015. È il quinto libro con protagonista Alice Allevi, una specializzanda in medicina legale dell'Istituto di Medicina legale di Roma. La serie, bestseller in patria, è stata tradotta in varie lingue tra cui francese, tedesco, polacco, turco e spagnolo.
Dai primi tre romanzi, è stata tratta la prima stagione de L'Allieva, realizzata da Endemol Shine Italy e Rai Fiction e trasmessa su Rai 1 dal 26 settembre al 31 ottobre 2016. La seconda stagione è andata in onda dal 25 ottobre al 28 novembre 2018 sempre su Rai 1 e la terza è stata trasmessa in prima visione in Italia da Rai 1 dal 27 settembre all'8 novembre 2020.

## Trama
Un attore, Flavio, è stato trovato morto in una cripta, era scomparso anni prima e risulta morto da tempo. Ad Alice viene affidata una specializzanda, Erica. Un attore famoso Sebastian era amico di Flavio. Alice è combattuta tra Arthur l'innominabile e Claudio l'essere perfido. Alice collabora con Calligaris. Cordelia recita con la moglie di Sebastian, Stella. Stella e Sebastian non si amano più sia lui che lei hanno un amante. Alice e Claudio stanno insieme, ma in seguito discutono perché Alice vuole una storia seria e Claudio no. Arthur torna in Italia per salvare una bambina dalla guerra. Sergio il Pm si mostra molto gentile con Alice. Un giorno qualcuno prova a soffocare Stella. L'ispettore convoca Nicole, crede che se ne sia andata invece è ancora a Roma. Arthur torna a vivere in Italia.

## Edizioni
- Alessia Gazzola, Una lunga estate crudele, Milano, Longanesi, 2015, ISBN 9788830440968.